# Laphria cyaneogaster
Laphria cyaneogaster är en tvåvingeart som beskrevs av Macquart 1838. Laphria cyaneogaster ingår i släktet Laphria och familjen rovflugor.
Artens utbredningsområde är Mauritius. Inga underarter finns listade i Catalogue of Life.